# O futuro é pica!

A tradução de fãs que se tornou famosa na internet. O sentido de leitura de mangás é da direita para esquerda e de cima para baixo.

O futuro é pica! é uma frase modificada presente em uma tradução não oficial do mangá Chainsaw Man, escrito por Tatsuki Fujimoto. A tradução independente em questão, realizada por dois grupos de scanlation denominados "SS-Clube" e "Nakama Mangás", recebeu a atenção da comunidade otaku por modificar falas e alguns elementos visuais do mangá e, principalmente, por adicionar um vulgarismo não presente na obra original, acarretando-a ao status de meme nos setores lusófonos da internet, especialmente na comunidade brasileira. Os fãs da obra simpatizantes com a tradução não oficial pressionaram por diversas vezes as empresas responsáveis tanto pela tradução oficial do mangá em português, licenciado pela Panini Comics, quanto na tradução para o anime na Crunchyroll a usarem a expressão em seus trabalhos; chegando até a ameaçar o dublador Guilherme Briggs, responsável pela voz do personagem Demônio do Futuro. Briggs retirou-se da equipe de dublagem não muito tempo depois.
A tradução independente foi considerada machista, racista, homofóbica e antissemita por parte de internautas e veículos de notícias devido ao teor preconceituoso presente em múltiplas falas alteradas ao longo do texto original, e muitas dessas das piadas vieram da subcultura channer.

## Origem
Chainsaw Man é um mangá criado em 2018 por Tatsuki Fujimoto, e publicado pela Shueisha na revista Weekly Shonen Jump. No Brasil, a obra chegou, a princípio, por meio da pirataria; mais especificamente, por intermédio de scanlations. Pelo fato de os quadrinhos não serem tão acessíveis em solo brasileiro quando comparados a outros países, as editoras são mais permissíveis com a quebra de direitos autorais, uma vez que possuem o costume de licenciar obras que já se mostraram populares na internet de antemão. Assim, Chainsaw Man, ao ser publicado no país, já tinha uma fanbase consolidada antes mesmo de seu lançamento oficial.
Na tradução independente, foram tomadas diversas liberdades criativas, como o uso de expressões e gírias, além de mudanças visuais como a inserção de cachaças brasileiras. A mudança mais infame está presente na fala da personagem Demônio do Futuro no capítulo 31,[carece de fontes?] em que esta diz o seu bordão "Mirai Saikō", traduzido amadoramente como "o futuro é pica!". Pelo seu tom humorístico, a frase tornou-se um meme da Internet dentro das comunidades interessadas em animes e mangás.
No original, os kanjis usados são 未来最高 (Mirai Saikō). A palavra "saikō", formada a partir da junção dos ideogramas "最" (sai), cujo significado em português pode ser equiparado a "o maior" ou "o melhor", e "高" (kō), com um significado similar a "alto", teria o sentido de "o melhor possível" ou "supremo". Os estúdios de dublagem tendem a abrasileirar determinados termos em japonês, processo conhecido na indústria como localização; porém, há um cuidado maior para que o sentido geral não se perca. 
A tradução não oficial de Chainsaw Man foi considerada por jornais brasileiros e por parcela do público que a consumiu como como machista, racista, homofóbica e antissemita; pretendendo utilizar-se de um tom humorístico para a disseminação de ideais preconceituosos. O jornal O Globo publicou como exemplo a imagem de uma cena em que uma personagem tem o salário descontado por chegar atrasado no trabalho e, por consequência, chama o seu chefe pejorativamente de judeu. Em outro trecho, a palavra "feminista" é usada como ofensa a uma das personagens. Várias dessas piadas e expressões são da subcultura channer e o jornal Metrópoles classificou os tradutores como extremistas baseado nas edições realizadas no texto original da obra.

## Traduções oficiais

### Mangá
O mangá saiu oficialmente no Brasil no dia 26 de março de 2021 pela Panini Comics. A Panini optou por traduzir a fala como "o futuro é demais". Alguns fãs acusaram a editora de censura, por desconhecimento de que o mangá original não continha o palavrão. A Panini, porém, afirmou que não recebeu nenhuma reclamação em seus canais oficiais.

### Anime
O anime, realizado pelo estúdio MAPPA, estreou legendado em português pelo serviço de streaming Crunchyroll no dia 11 de outubro de 2022. Na legenda, a equipe optou por traduzir a fala como "o futuro é top". Os fãs reclamaram nas redes sociais, mas Crunchyroll deixou a frase não oficial como um comentário no script da legenda. A versão dublada do anime estreou no dia 1 de novembro de 2022, com a dublagem sendo feita pelo estúdio Som de Vera Cruz e direção de Léo Santhos. O estúdio optou por traduzir a fala como "o futuro é show!"
No dia 13 de janeiro de 2023, Guilherme Briggs sofreu ameaças de morte e tentativas de hacking em suas redes sociais, o que o levou a sair da equipe de dublagem. O fato foi repercutido em jornais e revistas de grande porte, como Rolling Stone Brasil, O Globo e Metrópoles, além de veículos de notícia especializados internacionais. Léo Santhos repudiou os ataques, e Crunchyroll apoiou a saída de Briggs.